# Glätzischer Dialekt

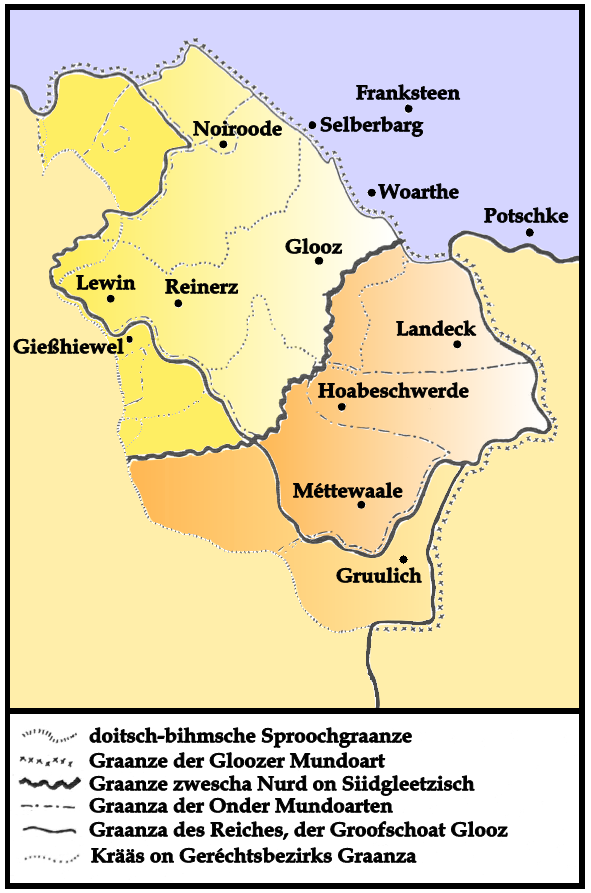
Karte des glätzischen Mundartgebietes

Der glätzische Dialekt oder auch Glätzisch (im Dialekt Gleetzisch, Pauersch) ist ein schlesischer Dialekt des Ostmitteldeutschen, der in der Grafschaft Glatz und angrenzenden, auch böhmischen Gebieten gesprochen wurde.
Der glätzische Dialekt entwickelte sich aus der Sprache der Siedler aus Thüringen und Franken, die seit dem 13. Jahrhundert Schlesien und den zu Böhmen gehörenden Glatzer Kessel kolonisierten. Er ist gekennzeichnet durch ein häufiges Vorkommen der Klänge „i“ und gleicht damit einem Dialekt aus der Nähe des Harzes.

## Beispielsatz
| Glätzisch                                                               | Hochdeutsch/Bedeutung                                                      |
| ----------------------------------------------------------------------- | -------------------------------------------------------------------------- |
| De aala Braatla haala a.                                                | Die alten Bretter halten auch.                                             |
| Ich been vo uuba druba, wu die grossa Pelze waksa meet da langa Steela. | Ich bin von ganz oben, wo die großen Pilze mit den langen Stielen wachsen. |

## Nordglätzisch und Südglätzisch

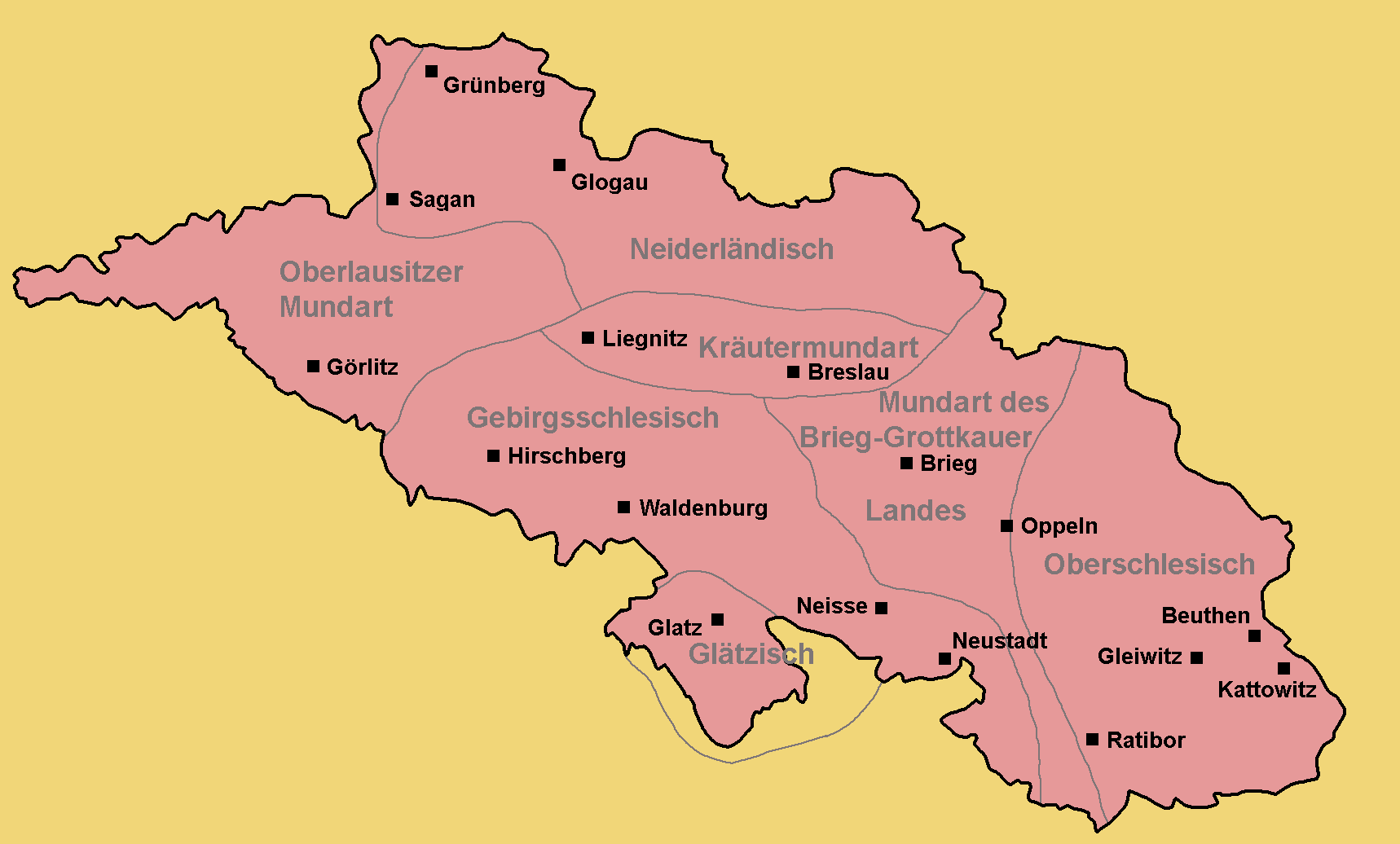
Mundarten (des Schlesischen) in Schlesien

Aufgrund der starken Fragmentierung und natürliche Aufforstung von Flächen, wurde pauersch sehr unterschiedlich gesprochen, auch innerhalb benachbarter Dörfer. Das Glätzische lässt sich in folgende Gruppen und Mundarten aufteilen:
- Nordglätzisch (Niederdörfisch) Gebiete von Neurode, Braunau und Glatz, nördlicher Teil des Adlergebirges beiderseits der Grenze und
- Südglätzisch (Oberdörfisch) im ehemaligen Landkreis Habelschwerdt, im nördlichen Teil des Adlergebirges sowie der Umgebung von Grulich und Freiwaldau an der Grenze zu Mähren. So hieß Sonntag im Norden „Sunntich“ und  im Süden „Sonntich“. Charakteristisch waren die Grüße: „Guda Marja“ (Guten Morgen), „Guda Mettich“ (Guten Tag – Mittag), „Guda Oomd“ (Guten Abend) oder der Abschied „Bleit mer ock ei Goots Noama“ (Bleibt mir in Gottes Namen). Andere Beispiele:

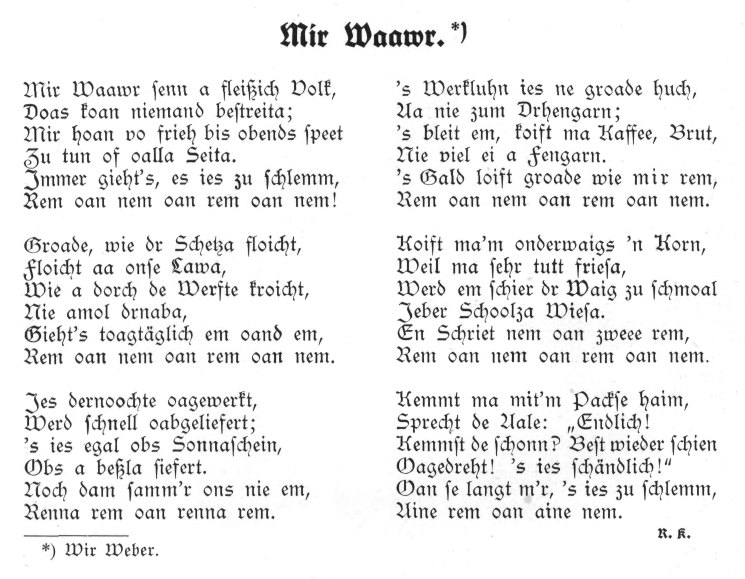
Mir Waawr – Gedicht in glätzischer Mundart

| Deutsch       | Nordglätzisch (Niederdörfisch) | Südglätzisch (Oberdörfisch) |
| ------------- | ------------------------------ | --------------------------- |
| allein        | allääne                        | alleine                     |
| ausgezogen    | ausgezään                      | ausgezoin                   |
| er hat gesagt | a hoot gesäät                  | a hoot gesoit               |
| Häuschen      | Häusla                         | Hoisla                      |
| Heimat        | Häämte                         | Haimte [haʔi:mtə]           |
| kleines       | kläänes                        | klaines                     |
| kleiner Wagen | kläänes Wäänla                 | klaines Woinla              |
| Steine        | Stääne                         | Staine                      |
| am Wege       | om Wääche (Wääje)              | om Waiche (Waija)           |

## Beispiele von Sprüchen und Witzen
| Glätzisch                                                                          | Hochdeutsch/Bedeutung                                                                  |
| ---------------------------------------------------------------------------------- | -------------------------------------------------------------------------------------- |
| Bichla, Tichla, Rusakranz, Haller, Hantschka, Stecka – Weib hoa ich oalls?         | Büchlein, Tüchlein, Rosenkranz, Halstuch, Handschuhe, Handstock – Frau, hab ich alles? |
| Doas hoot woll a Wenter oam Hendarn!                                               | Das hat wohl den Winter am Hintern!                                                    |
| Dar bellt wie Tutagrabersch Hundla!                                                | Der bellt wie der Hund des Totengräbers!                                               |
| Do werd woll noch a Hongriches komma!                                              | Da wird sicher noch ein Hungriger (zum Essen) kommen!                                  |
| Woas notzt der Root, wenn der Oarme nischt hoot!                                   | Was nützt der gute Rat, wenn der Arme nichts hat?                                      |
| Dar gefällt mer vu henda besser, wie järr vu vanna!                                | Dieser gefällt mir von hinten besser, als jener von vorn!                              |
| „Haa sopp ock!“ „- - -“ „Haa sopp ock!“ „Iech koan nie, iech hoa doch kenn Läffl.“ | „Iss doch die Suppe!“ „Ich kann nicht, ich habe doch keinen Löffel.“                   |